# Friedrich Hennings (Architekt)
Friedrich Hennings, oft genannt Fritz Hennings, (* 8. Juli 1872 in Schwerin; † 4. April 1947; vollständiger Name: Friedrich Franz Heinrich Ludwig Bernhard Hennings) war ein deutscher Architekt.

## Leben
Hennings studierte von 1892 bis 1896 Architektur an der Technischen Hochschule Charlottenburg. Später arbeitete er vor dem Ersten Weltkrieg mit seinem Bruder Wilhelm (* 1874) in Berlin in einer Bürogemeinschaft. Nach dem Ausscheiden seines Bruders entwickelte er in den späten 1920er Jahren seine Bauweise in Richtung Neues Bauen weiter.
Am 31. Januar 1950 wurde der Tod Hennings durch rechtskräftigen Beschluss des AG Berlin-Tempelhof-Kreuzberg (25 II 502/1949) auf den 4. April 1947 festgelegt.

## Bauten und Entwürfe

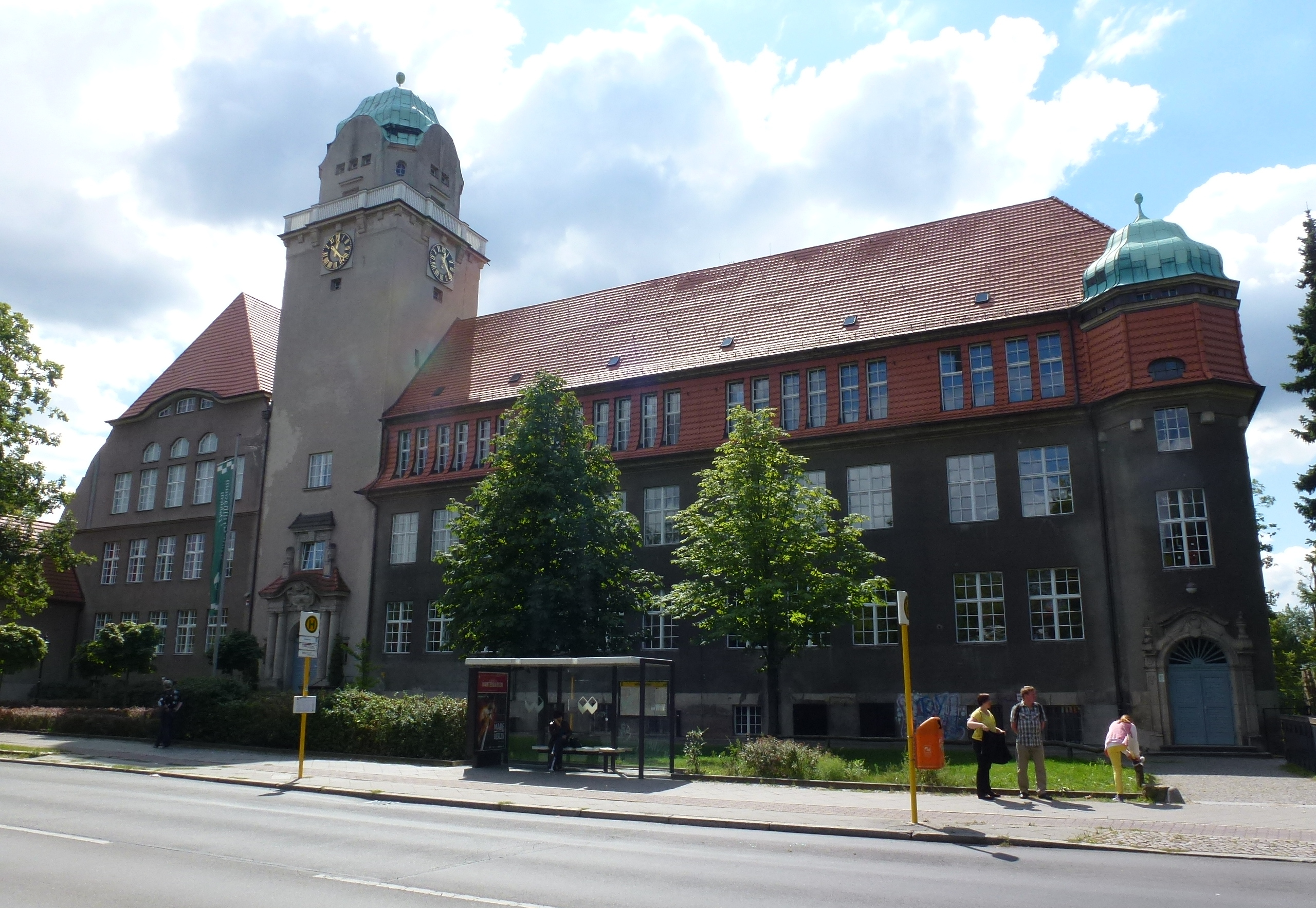
Arndt-Gymnasium Dahlem (1909)

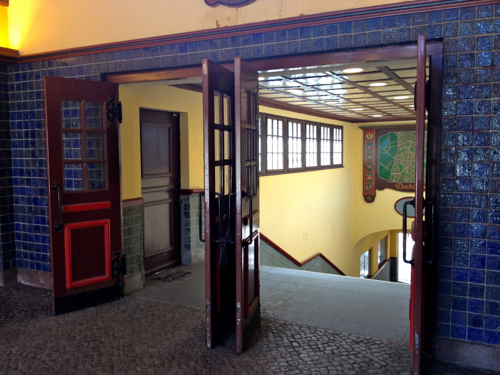
U-Bahnhof Dahlem-Dorf (1913)

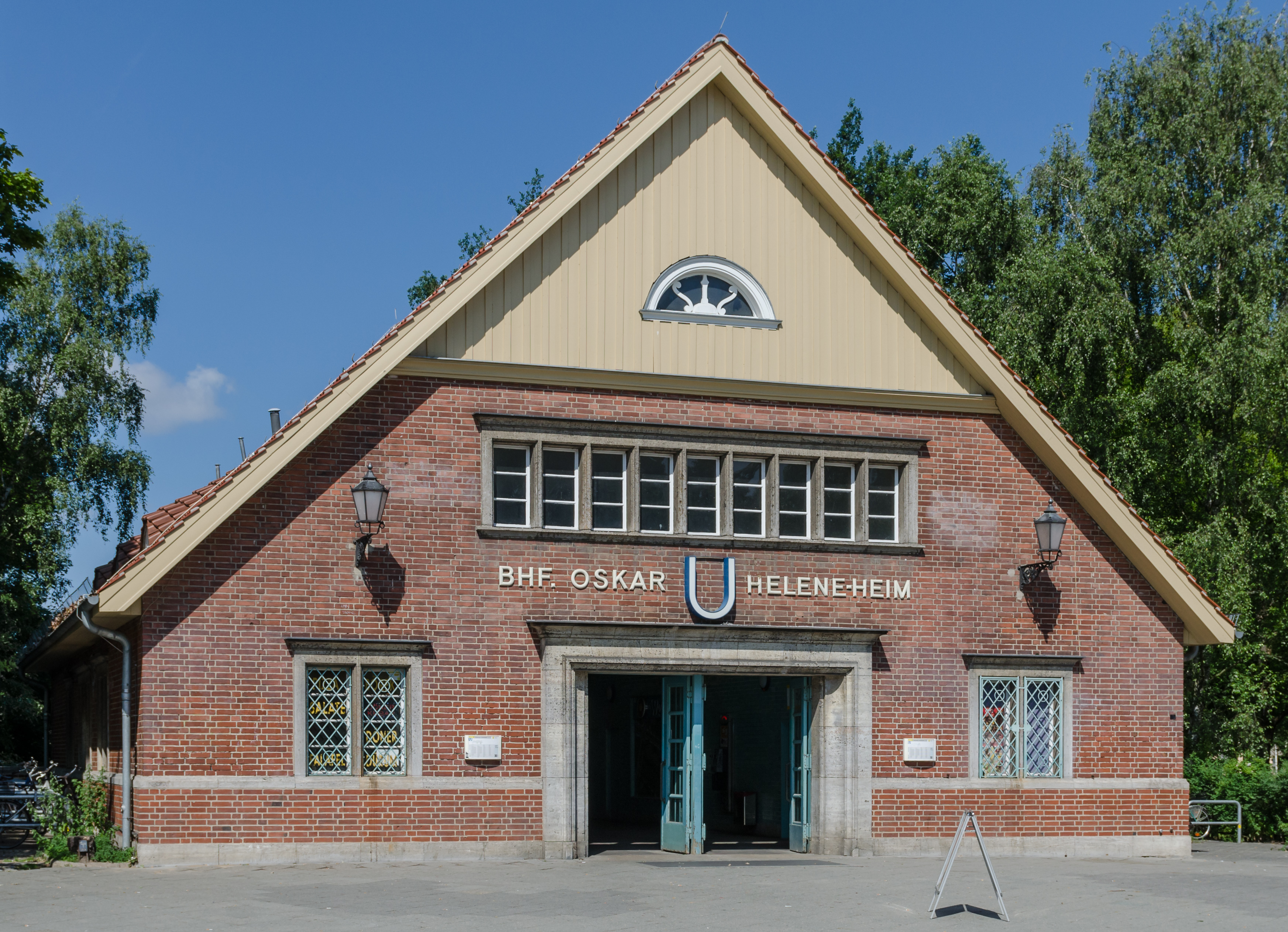
U-Bahnhof Oskar-Helene-Heim (1930)

- 1907–1909: Arndt-Gymnasium Dahlem in Berlin-Dahlem, Königin-Luise-Straße 80–84[2]
- 1908–1909: Feierhalle auf dem Friedhof Dahlem in Berlin-Dahlem, Königin-Luise-Straße 57
- 1911–1913: dreiteilige Toranlage des Dorotheenstädtischen Friedhofs II in Berlin-Wedding, Liesenstraße 9[3][4]
- 1912–1913: U-Bahnhof Dahlem-Dorf an der U-Bahn-Linie 3
- um 1924: Ladeneinbau für die Firma Opel in Berlin-Mitte, Unter den Linden 66[5]
- 1927–1929: St.-Joseph-Krankenhaus in Berlin-Tempelhof, Bäumerplan
- 1927–1930: Wohnanlage Ostender Straße in Berlin-Wedding, Ostender Straße 6–12, Antwerpener Straße 38–39 und Genter Straße 47/49 (andere Bauteile von Albert Gessner, Bruno Möhring, Rudolf Möhring und Franz Seeck)
- 1929–1930: U-Bahnhof Oskar-Helene-Heim an der U-Bahn-Linie 3
- 1929–1930: Strandbad Müggelsee in Rahnsdorf (mit Martin Wagner)[6]
- 1935–1937: Hans-und-Hilde-Coppi-Gymnasium in Berlin-Karlshorst, Römerweg 30–34